# Sphenomorphus longicaudatus
Sphenomorphus longicaudatus este o specie de șopârle din genul Sphenomorphus, familia Scincidae, descrisă de De Rooij 1915.
Este endemică în Papua New Guinea. Conform Catalogue of Life specia Sphenomorphus longicaudatus nu are subspecii cunoscute.